# Skeletons
Skeletons песма је азерске певачице Дихаџ са којом ће представљати Азербејџан на Песми Евровизије 2017. у Кијеву.